# Municipio de Lee (Misuri)
El municipio de Lee (en inglés: Lee Township) es un municipio ubicado en el condado de Platte en el estado estadounidense de Misuri. En el año 2010 tenía una población de 608 habitantes y una densidad poblacional de 8,89 personas por km².

## Geografía
El municipio de Lee se encuentra ubicado en las coordenadas 39°18′38″N 94°51′30″O / 39.31056, -94.85833. Según la Oficina del Censo de los Estados Unidos, el municipio tiene una superficie total de 68.42 km², de la cual 65,6 km² corresponden a tierra firme y (4,13 %) 2,82 km² es agua.

## Demografía
Según el censo de 2010, había 608 personas residiendo en el municipio de Lee. La densidad de población era de 8,89 hab./km². De los 608 habitantes, el municipio de Lee estaba compuesto por el 96,22 % blancos, el 0,33 % eran afroamericanos, el 0,99 % eran asiáticos, el 0,16 % eran de otras razas y el 2,3 % eran de una mezcla de razas. Del total de la población el 2,47 % eran hispanos o latinos de cualquier raza.